# Cacá Sena
Carlos Meseck de Sena, ou Cacá Sena, como é mais conhecido, é um manipulador de bonecos brasileiro, pertencente à terceira geração de uma família de marionetistas. Seu pai e sua avó são fundadores do TIM - O Teatro Infantil de Marionetes, no começo da década de 1950, sendo o grupo mais antigo em atividade do país.
Trabalhou na TV Cultura de São Paulo e na TV Globo, atuando como manipulador de bonecos do programa TV Colosso. Em Porto Alegre fundou a Cia. Bonecos Gigantes.
Atuou no espetáculo Bonecrônicas da Companhia Anima Sonho e no programa Mundo da Leitura da Universidade de Passo Fundo - RS.
Cacá Sena, foi um dos artistas manipuladores de bonecos, que participaram no 1° Festival de Teatro Amador do Litoral Norte, realizado em 1993. Nesse festival, os bonecos apresentados por Cacá, foram confeccionados pelo próprio.